# Винт
Вижте пояснителната страница за други значения на винт.
Винтът е крепежен елемент с цилиндрична, конусовидна или близка до тях форма и разположен около тази форма ръб с формата на винтова линия, наричан външна резба. Винтовете обикновено се използват за свързване на елементи или за тяхното позициониране.
Резбовите съединения са най-често болтови, винтови и шпилкови. Основната разлика между тях е, че болтът е крепежен елемент с външна резба, конструиран да преминава през отвори в частите за сглобяване, и е предвиден да се притяга с използването на гайка. В този случай се притягат елементите за сглобяване между главата на болта и гайката. Винтът е крепежен елемент с външна резба, който може да премине в отвори в някои части и се навива в резбови отвор на един от съединяваните детайли. Някои винтове, наричани самонарезни, са предназначени за навиване в по-мек материал, като сами нарязват в него вътрешна резба. При винтовото съединение няма гайка.. Когато нямат собствена глава, винтовите съединения се наричат шпилки. Главата на винтовете има специална форма, най-често предназначена да улесни навиването на винта. Тя обикновено е по-широка от останалата част на винта, наричана тяло, за да предотврати навлизането на винта в дълбочина в елемента, в който се навива. Резбата може да заема цялото тяло на винта или само част от него.
Повечето винтове се затягат с въртене по посока на часовниковата стрелка, а резбата им се нарича дясна. Винтове с лява резба се използват по изключение, например в случаи, в които винтът е подложен на сили, въртящи го в посока, обратна на тази на часовниковата стрелка. Най-често използваните ръчни инструменти за навиване на винтове са отвертка, гаечен ключ, инбусен ключ и други.
Означението на винтовете става, като се опише типът на неговата резба, диаметърът на тялото, стъпката на резбата и дължината на тялото в милиметри. Например Винт М6х1х15 означава винт с метрична резба с диаметър на тялото 6 mm, стъпка 1 mm и дължина на тялото 15 mm. Стъпката може и да се изпусне, ако е стандартната за съответния диаметър на винта.

## История
Винтът е описан от гръцкия математик Архит Тарентски (428 – 347 г. пр. Хр.) около 400 г. пр. Хр. Счита се, че едно от древногръцките изобретения е Архимедовият винт. Предполага се, че е изобретен през 3 век пр. Хр. Около 1 век пр. Хр. дървени винтове се използват в страните от Средиземноморието в конструкцията на винтови преси за производство на зехтин, както и по-късно за пресоване на грозде при производството на вино.
Метални винтове за закрепване на детайли почти не се използват към 15 век. Метални винтове започват да се използват нормално едва със започването на масовото им производство. Това става в края на 18 век със създаването на машинни инструменти за масово им производство. Те се използват основно за дърво.
В началото на 15 век в Европа започва производството на метални винтове, които поради високата си цена не могат да се наложат като масов продукт. Едва по време на индустриализацията през 18 век масовото и икономически изгодното производство води до широкото разпространение на металните винтове. През 1770 г. е направен първият сравнително качествен струг. През 1797 година е патентована първата машина за нарязване на резба. От 1800 започва производството и използване на ръчни инструменти за навиване на винтове. През 1930-те години американецът Хенри Филипс закупува така наречения патент за винт Филипс за винт с кръстообразен шлиц. Този винт става международен стандарт през Втората световна война.

## Форма на главите на винтовете
В зависимост от предназначението си главите могат да бъдат цилиндрични, фрезенкова (от нем. versenken = потъвам, потопявам), инбусна (от съкращението InBuS – първоначалното наименование на този тип винтове) и др.
В зависимост от предназначението си се различават и следните видове основни форми на главата на винта:
- Плоска;
- Изпъкнала;
- Кръгла – обикновено за декоративни цели
- Гъбовидна – ниска глава със сферична форма;
- Скрита: конусовидна глава с плоска външна повърхност, предназначена за скриване в материала под горната повърхност;
- Полускрита: долната част е както при скритата, а горната не е плоска, а е закръглена.

### Резба
По тялото на винта частично или изцяло е нарязана или валцована резба – ръб с формата на винтова линия. Предназначението на резбата е да предотврати измъкването на винта от отвора, в който е поставен. В зависимост от формата на винтовата линия винтовете могат да се затягат с въртене по посока на часовниковата стрелка или в обратната посока. В първия случай, който е най-широко разпространен, резбата се нарича дясна, а във втория – лява. Винтове с лява резба се използват по изключение, например в случаи, в които винтът е подложен на сили, въртящи го в посока, обратна на тази на часовниковата стрелка.
Формата на резбата в разрез, преминаващ по оста на винта, се нарича профил. Тази форма може да бъде правоъгълна, трапецовидна, триъгълна, кръгла, трионовидна и други. Разстоянието, на което се придвижва винта при едно завъртане, се нарича ход, а разстоянието между два съседни ръба в профила на резбата – стъпка. При винтовете с едноходова резба стъпката и ходът съвпадат. Многоходови са резбите, които винтът има повече от един ръб, следващ самостоятелна винтова линия. При тях ходът е равен на произведението от стъпката и броя на винтовите линии.
В зависимост от експлоатационното предназначение могат да са свързващи, свързващо-уплътнителни, ходови и други, а в зависимост от формата на повърхнината, върху която се нарязва резбата могат да бъдат цилиндрични или конусни.
Докато при самонарезните винтове съществува разнообразие във формите на резбите, при болтовете те до голяма степен са стандартизирани с международния стандарт ISO 68 – 1, дефиниращ т.нар. метрична резба.
| Размери на метрични резби, препоръчвани от ISO 261 и ISO 262 | Размери на метрични резби, препоръчвани от ISO 261 и ISO 262 | Размери на метрични резби, препоръчвани от ISO 261 и ISO 262 | Размери на метрични резби, препоръчвани от ISO 261 и ISO 262 |
| Номинален диаметър D (mm)                                    | Номинален диаметър D (mm)                                    | Стъпка P (mm)                                                | Стъпка P (mm)                                                |
| Основен размер                                               | Допълнителен размер                                          | нормална                                                     | ситна                                                        |
| ------------------------------------------------------------ | ------------------------------------------------------------ | ------------------------------------------------------------ | ------------------------------------------------------------ |
| 1                                                            |                                                              | 0,25                                                         |                                                              |
| 1,2                                                          |                                                              | 0,25                                                         |                                                              |
|                                                              | 1,4                                                          | 0,3                                                          |                                                              |
| 1,6                                                          |                                                              | 0,35                                                         |                                                              |
|                                                              | 1,8                                                          | 0,35                                                         |                                                              |
| 2                                                            |                                                              | 0,4                                                          |                                                              |
| 2,5                                                          |                                                              | 0,45                                                         |                                                              |
| 3                                                            |                                                              | 0,5                                                          |                                                              |
|                                                              | 3,5                                                          | 0,6                                                          |                                                              |
| 4                                                            |                                                              | 0,7                                                          |                                                              |
| 5                                                            |                                                              | 0,8                                                          |                                                              |
| 6                                                            |                                                              | 1                                                            |                                                              |
|                                                              | 7                                                            | 1                                                            |                                                              |
| 8                                                            |                                                              | 1,25                                                         | 1                                                            |
| 10                                                           |                                                              | 1,5                                                          | 1,25 или 1                                                   |
| 12                                                           |                                                              | 1,75                                                         | 1,5 или 1,25                                                 |
|                                                              | 14                                                           | 2                                                            | 1,5                                                          |
| 16                                                           |                                                              | 2                                                            | 1,5                                                          |
|                                                              | 18                                                           | 2,5                                                          | 2 или 1,5                                                    |
| 20                                                           |                                                              | 2,5                                                          | 2 или 1,5                                                    |
|                                                              | 22                                                           | 2,5                                                          | 2 или 1,5                                                    |
| 24                                                           |                                                              | 3                                                            | 2                                                            |
|                                                              | 27                                                           | 3                                                            | 2                                                            |
| 30                                                           |                                                              | 3,5                                                          | 2                                                            |
|                                                              | 33                                                           | 3,5                                                          | 2                                                            |
| 36                                                           |                                                              | 4                                                            | 3                                                            |
|                                                              | 39                                                           | 4                                                            | 3                                                            |
| 42                                                           |                                                              | 4,5                                                          | 3                                                            |
|                                                              | 45                                                           | 4,5                                                          | 3                                                            |
| 48                                                           |                                                              | 5                                                            | 3                                                            |
|                                                              | 52                                                           | 5                                                            | 4                                                            |
| 56                                                           |                                                              | 5,5                                                          | 4                                                            |
|                                                              | 60                                                           | 5,5                                                          | 4                                                            |
| 64                                                           |                                                              | 6                                                            | 4                                                            |

### Връх
При болтовете и шпилките, които са предназначени за поставяне в предварително пробити отвори, върхът най-често е плосък, отрязан напречно на оста на винта. Самонарезните винтове обикновено имат заострен връх, за да се улесни проникването им в материала, в който се навиват. Самопробивните винтове също се използват без предварително пробит отвор, но са предназначени за навиване в по-твърди материали. При тях върхът е допълнително оформен във формата на свредло, за да улесни изхвърлянето на изрязвания от отвора материал.
- Болт с плосък връх
- Самонарезен винт със заострен връх
- Самопробивен винт със свредло на върха

| Изображ. | Наимен.                                                | Наимен. (англ.)                | Използване |  |
| -------- | ------------------------------------------------------ | ------------------------------ | --- |  |
|          | Винт с цилиндрична глава                               |                                | За различни видове разглобяеми съединения. Може да се използва с шайба. Главата може да е скрита и външна                                                                                |  |
|          | Винт с увеличена цилиндрична глава                     |                                | Използва се често за закрепване на някои детайли от цветни сплави и метали. Ако не се използват шайби, широката долна част на основата на главата предотвратява повреждането на частите. |  |
|          | Винт със скрита глава                                  | Countersunk or flat head screw | Използва се, когато е необходимо да се скрие главата на винта, например при закрепване на капаци и за прикрепване на външни детайли. Не се препоръчва при наличието на фиксиращи щифтове |  |
|          | Винт с полускрита глава                                | Oval or raised head screw      | Използва се, когато е необходимо да се скрие главата на винта, например при закрепване на капаци и за прикрепване на външни детайли. Не се препоръчва при наличието на фиксиращи щифтове |  |
|          | Винт с полукръгла глава                                | Round head screw               | Може да се използва в случаите, когато дебелината на съединяваните детайли е много малка за използване на винтове със скрита глава                                                       |  |
|          | Винт с цилиндрична глава и вътрешен шестогран          |                                | За случаите, когато при навиването трябва да се използва голяма сила на стягане |  |
|          | Винт специален с цилиндрична глава и плоска повърхнина |                                | За закрепването на капаците на прибори и други изделия |  |
|          | Винт специален                                         |                                | Предназначен е за фиксиране и ли регулиране на положението на детайлите ръчно |  |
|          | Винт с накатка                                         |                                | Предназначен е за фиксиране и ли регулиране на положението на детайлите ръчно |  |
|          | Винт със сферична или цилиндрична глава                |                                | Освен за закрепване на детайлите може да се използва като ос за въртене на детайли |  |
|          | Винт с голяма цилиндрична глава                        |                                | Използва се главно за закрепване на цилиндрични детайли, а също така за фиксирането им един към друг                                                                                     |  |
|          | Винт с голяма сферична глава                           | Button or dome head screw      | Използва се главно за закрепване на цилиндрични детайли, а също така за фиксирането им един към друг                                                                                     |  |
|          | Винт настроечен с цилиндрична глава                    | Cheese head screw              | Такива винтове се използват като шпоонки. В общите случаи се използват за закрепване на винтове.                                                                                         |  |
|          | Винт фиксиращ със скрита глава                         |                                | Такива винтове се използват като шпоонки. В общите случаи се използват за закрепване на винтове.                                                                                         |  |
|          | Винт с плоска глава с накатка                          |                                | Служи за предотвратяване на въртенето на детайлите. Завива се и се регулира на ръка |  |
|          | Винт с висока глава с накатка                          |                                | Служи за предотвратяване на въртенето на детайлите. Завива се и се регулира на ръка |  |
|          | Крилчат винт                                           |                                | Използва се в случаи, когато се изисква често навиване и развиване на ръка |  |
|          | Винт настроечен с коничен край                         | Set screw (grub screw)         | За настройка и установяване на детайли |  |
|          | Винт настроечен с плосък край                          | Set screw (grub screw)         | За настройка и установяване на детайли |  |
|          | Винт с квадратна глава и цилиндричен край              | Set screw (grub screw)         | За настройка и установяване на детайли |  |
|          | Винт нстроечен с вътрешен шестогран                    | Set screw (grub screw)         | За настройка и установяване на детайли |  |
|          | Винт с цилиндричен и стъпаловиден край                 | Set screw (grub screw)         | За настройка и установяване на детайли |  |
|          | Винт с разпробит край                                  | Set screw (grub screw)         | За настройка и установяване на детайли |  |

## Материали и класове
Винтове се произвеждат от широк кръг материали, но най-често се използва стомана. При приложения, в които е необходима висока устойчивост на корозия, се използват и други метални сплави, като неръждаема стомана, титан, месинг, бронз, купроникел или силициев бронз. При по-ниски изисквания се използват и стоманени винтове с повърхностно покритие от месинг, цинк или хром. За избягване на електролитното действие на разнородни метали се използват и алуминиеви винтове, например при стъклопакетите.
Винтовете могат да бъдат изработвани и от неметални материали. В миналото приложение са намирали болтове от дърво. В наши дни се използват винтове от някои видове пластмаса, като найлон или тефлон. Те намират приложение в случаи, когато се изисква висока устойчивост на корозия или електрическа изолация.
Стандартът ISO 898 определя означенията за най-масово използваните за производство на винтове стомани. Той определя няколко класа стомани, като при винтовете с шестостенна глава класът е означен на самата глава. При липса на означение за класа материалът на винта е от най-ниския клас. Класовете се означават с две цели числа, отделени с точка. Числото преди точката е равно на номиналната якост на опън в мегапаскали, разделена на 100, а числото след точката е десеткратната стойност на отношението на границата на провлачане към якостта на опън. Например, при клас 5.8 номиналната якост на опън е 5×100 = 500 MPa, а границата на провлачане е 8/10 ×500 = 400 MPa. Винтовете с клас 8.8 и по-висок се наричат високоякостни.
| Означения и характеристики на стоманени винтове, според ISO 898 | Означения и характеристики на стоманени винтове, според ISO 898 | Означения и характеристики на стоманени винтове, според ISO 898 | Означения и характеристики на стоманени винтове, според ISO 898 | Означения и характеристики на стоманени винтове, според ISO 898 | Означения и характеристики на стоманени винтове, според ISO 898 | Означения и характеристики на стоманени винтове, според ISO 898 |
| Означение                                                       | Клас                                                            | Минимална граница на провлачане, MPa                            | Минимална якост на опън, MPa                                    | Твърдост по Бринел                                              | Минимална ударна жилавост, J                                    |                                                                 |
| --------------------------------------------------------------- | --------------------------------------------------------------- | --------------------------------------------------------------- | --------------------------------------------------------------- | --------------------------------------------------------------- | --------------------------------------------------------------- | --------------------------------------------------------------- |
|                                                                 | Клас 3.6                                                        | 190 MPa                                                         | 330 MPa                                                         | 90 – 209                                                        | -                                                               |                                                                 |
|                                                                 | Клас 4.6                                                        | 240 MPa                                                         | 400 MPa                                                         | 114 – 209                                                       | -                                                               |                                                                 |
|                                                                 | Клас 4.8                                                        | 340 MPa                                                         | 420 MPa                                                         | 124 – 209                                                       | -                                                               |                                                                 |
|                                                                 | Клас 5.6                                                        | 300 MPa                                                         | 500 MPa                                                         | 147 – 209                                                       | 25                                                              |                                                                 |
|                                                                 | Клас 5.8                                                        | 420 MPa                                                         | 520 MPa                                                         | 152 – 209                                                       | -                                                               |                                                                 |
|                                                                 | Клас 6.8                                                        | 480 MPa                                                         | 600 MPa                                                         | 181 – 238                                                       | -                                                               |                                                                 |
|                                                                 | Клас 8.8 (диаметър до 16 mm)                                    | 640 MPa                                                         | 800 MPa                                                         | 238 – 304                                                       | 30                                                              |                                                                 |
| Клас 8.8 (диаметър над 16 mm)                                   | 660 MPa                                                         | 830 MPa                                                         | 242 – 318                                                       | 30                                                              |                                                                 |                                                                 |
|                                                                 | Клас 9.8                                                        | 720 MPa                                                         | 900 MPa                                                         | 276 – 342                                                       | 25                                                              |                                                                 |
|                                                                 | Клас 10.9                                                       | 940 MPa                                                         | 1040 MPa                                                        | 304 – 361                                                       | 20                                                              |                                                                 |
|                                                                 | Клас 12.9                                                       | 1100 MPa                                                        | 1220 MPa                                                        | 366 – 414                                                       | 15                                                              |                                                                 |

## Производство
За производството на винтове с глави има два основни метода за производство:
- Методът на студено изтегляне (студено пресоване) използва една многостъпкова преса за производството на голям брой винтове до размери M36. Изходният материал се доставя навит на макари и се изправя в подготвителните инсталации. Модерните преси работят многостъпково, т.е. при един ход на пресата се изпълняват няколко операции следващи една след друга, или съответно отрязване на заготовка, оформяне на шестогранната глава, пресоване до размери, сваляне на заосенъци, и намаляване на резбовата част. В последващия процес резбата се изработва с помощта на една валцовъчна машина за резба без стружки. (валцуване на каналите на резбата на повърхността на стеблото на винта). Пресата и валцуващата машина са едно цяло и представляват машина за производство на винтове. В зависимост от диаметъра и дължината на винтовете такива машини достигат производителност от 300 броя на минута.
- Методът на горещото пресоване използва ковашка преса и е за малки или средно големи серии до М200. Изходният материал е кръгла заготовка от прътов материал. След отрязването на дължина, заготовката се нагрява изцяло или частично до температура за коване (в зависимост от материала до 1250 °C) и се пресова. Крайната обработка обикновено се извършва чрез отнемане на стружки (CNC – струговане или резбонарезен инструмент). Винтове с голяма якост в резбата след изковаването като заготовка, се завършват в резбовалцовъчна машина (с ролки).
- За изработката на детайли от полимери като например полиамиди (найлон) се използва обикновено технологията на шприцване под налягане.

Използваното в миналото метод на производство на винтове (и гайки) на автоматични стругарски машини и скъпо като труд и материали и се използва само при малки серии на производство. При малките диаметри резбите се произвеждат с метчици (за вътрешни резби) и плашки (за външни резби). Тези два инструмента с няколко едновременно режещи ръба се използват и за производство на малки диаметри винтове на ръка. За големи диаметри се използва стругарски нож със специално оформена режеща част.

## Съединения с винтове

### Предотвратяване на саморазвиване на винтови съединения
Независимо от това, че винтовите съединения се изработват по такъв начин, че ъгълът на наклона на винта осигурява достатъчно триене, винтовите съединения имат склонност към саморазвиване. Причина за това е работата при динамично натоварване като вибрации и удари. Има разработени различни методи за предотвратяване на саморазвиването.:
- Предотвратяване на саморазвиването чрез създаването на повишено триене в монтирания винт. Увеличаването на триенето става или чрез резбата, или чрез главата на винта или чрез допълнителен детайл. Към тези методи се отнасят използването на контрагайки (към основната гайка се поставя още една допълнителна гайка), използването на разрезни гайки, състоящи се от две отделни резби, които могат да се притискат с допълнителен винт, използването на гайки с допълнителен материал в гайката като пръстен от пластмаса, който се деформира при навиването на винта и го притиска, използването на каучуков материал под главата на винта (увеличава триенето при развиване) и други. Трябва да се има предвид, че при използването на контрагайки има преразход на материали, както и увеличаването на габаритите на конструкцията.

- Използване на пружинни шайби, поставяни под главата на винта. Тази шайба създава допълнително налягане на резбата в посока на винта. За такива шайби се използват разрязани шайби, фасонни шайби с гъвкави звена и други.

- Използване на шплентове, щифтове, винтове и пластинчати пружини.

- Използване на деформируеми детайли. Подобни детайли и шайби имат огъващи се части, които могат да създадат упор, който да пречи на саморазвиването.

- Изменение на формата на главата и края на винта, както и изменение на формата на свързваните детайли. В този случай краищата на винта могат да бъдат деформирани, кербовани или огънати. Недостатък на този метод е невъзможността да се използват винтовете повторно.

- Използване на проводникови ключалки. Няколко монтирани на място винта, могат да бъдат съединени с помощта на жица, прекарана през отвори в главите им. Тя пречи на саморазвиването.

- Използване на лакове и бои. В този случай на главата на винта се нанасят капки лак или боя, които свързват винта с детайла. Използване на лепила по винтовата линия, специално цианоакрилатни лепила, които освен за фиксиране се използват за получаване на херметичност около винта.

## Инструменти и машини
Ръчният инструмент, който се използва най-често за завиване на винтовете се нарича отвертка. Инструмент със собствено силово задвижване са електрически ли пневматично задвижване. Там където винтовото съединение е критично и момента на завиване е необходим за да се осигурят постоянни параметри на връзката, се използват винтоверти с настроен момент на завиване на винта.

### Използвани накрайници за завиване на винтовете
Модерните винтове използват много широк диапазон от форми на главата на винта, която се използва при завиването му чрез използването на подходящи инструменти. Най-често използваните видове са процеп или „минусова“, филипсова или „плюсова“, шестогранна, Торкс, и други. Някои видове форми на главата са особено подходящи за автоматичен монтаж при масово производство.
| Прав „минусов“ шлиц                | Кръстообразен шлиц Филлипс (PH) | Кръстообразен шлиц Pozidriv/SupaDriv (PZ) | Квадратна глава                       |
| Квадрат (шлиц Робертсон)           | Шестостенна глава               | Шестостен шлиц (Аллен)                    | Защитен шестостенен шлиц (pin-in-hex) |
| Шлиц от типа Торкс Torx (T, TX)    | Защитен Torx (TR)               | Шлиц Tri-Wing                             | Шлиц Torq-set                         |
| Глава с ключ тип вилка (Snake-eye) | Шлиц Triple square XZN          | Шлиц Polydrive                            | Шлиц One-way                          |
| Звездообразен 12-стенник           | Звездообразен осемстенник       | Бристолски шлиц                           | Шлиц Pentalobular                     |

## Използване

### Винт с ухо
Винт с глава под формата на ухо. Използва се като опорна или свързваща част, отчасти като част, на която се окачва друг детайл.

### Декоративен винт
Това е винт с плоска глава за дърво с резба в центъра на главата, в която се навива винт с хромирана декоративна глава. Използва се много често за монтиране на огледала.

### Секретен винт
С цел ограничаване на възможността за развиване на определени закрепващи винтове като например за притягане на джантите на леките коли се изработват винтове с определана специфична глава. Например нестандартен брой и вид на външен многоъгълник, секретен щифт и други. Целта е да се развиват само с помощта на специален (допълнителен) ключ. В миналото за предотвратяване на кражбите в ЖП-линиите в СССР са използвани болтове с петоъгълни глави.

### Прецизни и ултрапрецизни настроечни винтове
Понятието прецизен настроечен винт се отнася за винтове със стъпка на резбата 40 – 100 стъпки на инч (от 0,5 до 0,2 мм стъпка) и ултрапрецизен винт със стъпка 100 – 508 стъпки на инч (0.2 mm to 0.05 mm стъпка). Този вид винтове се използват и за настройка на оптически огледала. Ултрафини винтове се използват за особено прецизна настройка като настройка на лазери. Прецизните регулиращи винтове се използват като стандартни елементи от повечето фирми за оптически прибори.

### Стопорен винт
Стопорните винтове са винтове, които се използват за фиксиране на един детайл по отношение на друг без използването на канал за фиксиране. Много често това е фиксиране на детайл спрямо носещ винт. Тези винтове обикновено са без оформена глава и е изцяло изработен с външна резба, така че може да се навива в отвора с резбата. Може да бъдезавиван или с шестогран, звезда, прав прорез и други видове отвертки с диаметър по-малък от отвора в резбата.

### Използване в медицината
В медицината се използват най-различни видове фиксиращи части за подпомагане на счупени кости. Използването на най-модерни технологии е необходимо основно поради необходимостта от дълговечност и предотвратяване на отхвърляне. Винтовете за фиксиране на костите се изработват от неръждаема стомана или титан. Могат да се фиксират вътрешно с цел обездвижване на различни кости в тялото, като бедрена кост, голям пищял или раменна кост.

## Винтово съединение в природата
Учени от Държавния музей по естествена история в Карлсруе и Института по технология в Карлсруе изследвайки гъгрица от Нова Гвинея откриват наличието на биологично винтово съединение. Съединението към краката при тях се осъществява посредством създадени преди милиони години биологични елементи съвпадащи с функциите на едно винтово съединение. Хълбокът на гъгрицата е гайката, която има вътрешна резба на около 345°. Кракът представлява винта. Той е оформен като прътче с външна спираловидна форма, която има ъгъл от 410°. Когато мускулите на краката се изпъват, се получава завъртане на винта. Посредством въртенето на винта се постига много голямо ъглово въртене, като предните крака се завъртат на 90°, докато задните крака могат да се завъртят на 130°. Гъгрицата е дълга само 4 мм и може да сгъва краката си под тялото си. Винтовата връзка е голяма само 0,5 мм. Това е първото подобно винтово съединение открито в природата. По-късно е открито и при други изследвани гъгрици.

## Други методи за свързване на детайли
- С пирони
- Спояване
- Заваряване
- лепене
- Занитване
- Дърводелски дюбел
- Зашиване